# Epinastina
La epinastina, vendida bajo la marca Elestat entre otras, es un medicamento utilizado para tratar la conjuntivitis alérgica. Este medicamento se utiliza como colirio. Los efectos comienzan a aparecer a los 5 minutos y duran hasta 8 horas. Se puede utilizar hasta por 8 semanas.
Los efectos secundarios incluyen irritación ocular,  ojo seco y cambios en el gusto. Es un antihistamínico y estabilizador de mastocitos. No atraviesa la barrera hematoencefálica.
Fue patentada en 1980 y comenzó a utilizarse con fines médicos en 1994. En el Reino Unido, 5 ml le costaban al NHS aproximadamente 10 libras esterlinas en 2021. En Estados Unidos cuesta alrededor de 31 dólares estadounidenses.